# William Christie (astronom)
William Henry Mahoney Christie (født 1. oktober 1845 i Woolwich, død 22. januar 1922) var en engelsk astronom.
Christie studerede 1864-68 i Cambridge, blev 1870 assistent ved Greenwich Observatorium og var 1881-1910 Astronomer Royal.
Christie har væsentlig
arbejdet med Spektroskopi og
Stjernefotografering. Som Direktør for Greenwich
Observatorium har G. helt igennem moderniseret det.
Han
har udg. de aarlige Greenwich Observations og
Greenwich ten year catalogue of 4059 stars for
1880 (1889) og Astrographic Catalogue I-II
(1904-08).
1878 grundede G. Tidsskriftet The
Observatory, som han redigerede til 1882 (de
2 sidste Aar sammen med E.W. Maunder).